# Airco DH.5
Die Airco DH.5 war ein einsitziges britisches Doppeldecker-Jagdflugzeug im Ersten Weltkrieg.

## Geschichte
Die Airco DH.5 wurde durch Geoffrey de Havilland als Nachfolger des veralteten Druckpropellertyps Airco DH.2 entwickelt und erhielt das für Jagdflugzeuge neu entwickelte Constantinesco-Synchronisationsgetriebe, welches das Durchschießen des Propellerkreises mit dem Maschinengewehr erlaubte. Das Flugzeug sollte die Leistungsfähigkeit des Zugpropeller-Doppeldeckers mit dem Vorteil der besseren Sicht eines Pilotensitzes vor der oberen Tragfläche verbinden, weshalb die Tragfläche rückwärts gestaffelt angebracht wurde. Das Flugzeug war im Wesentlichen eine Holzkonstruktion mit Sperrholz- und Leinwandverkleidung. Das 7,7-mm-Vickers-MG war links versetzt auf die Motorhaube montiert worden und beim Prototyp noch nach oben schwenkbar, bei den Serienmaschinen jedoch fest angebracht. Um den Schwerpunkt des Flugzeugs wegen des vorgelagerten Pilotensitzes auszubalancieren, wurden Öl- und Kraftstofftank hinter dem Cockpit angebracht. Ein zuschaltbarer Zusatztank wurde wie bei der DH.2 auf die obere Tragfläche gesetzt.
Der Prototyp absolvierte seinen Erstflug im August 1916. Bereits bei den Erprobungsflügen im Dezember 1916 in Frankreich hatte sich gezeigt, dass die Maschine der bereits in den Einsatz gelangten Sopwith Pup und den Prototypen Sopwith Camel und Royal Aircraft Factory S.E.5 unterlegen war. Trotzdem erhielten Airco 200, British Caudron 50, Darracq 200 und March, Jones & Cribb 100 Bestellungen. Insgesamt wurden 552 DH.5 gebaut und an die RFC-Squadrons 2, 24, 32, 41, 64, 65 und 68 geliefert. Als die Maschine jedoch im Mai 1917 an die Front gelangte, war der Typ veraltet und im Vergleich zur kampfstarken deutschen Albatros D.III mit ihren zwei MGs deutlich unterlegen. Die Piloten hatten zudem wenig Vertrauen in die unkonventionelle Konstruktion, und ab einer Einsatzhöhe von 3.000 m ließen die Flugleistungen deutlich nach. Im Kampfeinsatz verlor das Flugzeug zudem rasch an Höhe und am Cockpit entstanden durch die rückwärtsgestaffelte obere Tragfläche deutliche Luftturbulenzen. Andererseits hatte der Pilot durch die oben nach hinten gestaffelte Tragfläche hervorragende Sicht, und das Flugzeug war im Gefecht beschussfest und wendig. DH.5 bewährten sich besonders beim Einsatz als Tiefflieger bei der Schlacht von Cambrai im August 1917, als die 41. Squadron bei Boiry Notre Dame gegnerische Schützengräben und Stellungen mit MG-Feuer angriff. Zu diesem Zeitpunkt wurden die Flugzeuge jedoch bereits von der Front abgezogen und verschwanden im Januar 1918 endgültig aus dem Fronteinsatz.

## Militärische Nutzung
Australien
- Australian Flying Corps

 Vereinigtes Königreich
- Royal Flying Corps

## Technische Daten
| Besatzung             | 1                                                         |
| Länge                 | 6,94 m                                                    |
| Spannweite            | 7,82 m                                                    |
| Flügelfläche          | 19,7 m²                                                   |
| Höhe                  | 2,77 m                                                    |
| Leermasse             | 458 kg                                                    |
| Startmasse            | 677 kg                                                    |
| Triebwerk             | ein 9-Zylinder-Umlaufmotor Le Rhône 9J mit 110 PS (81 kW) |
| Höchstgeschwindigkeit | 164 km/h in 3000 m Höhe                                   |
| Steiggeschwindigkeit  | 12 min auf 3000 m / 27:30 min auf 4500 m                  |
| Dienstgipfelhöhe      | 4800 m                                                    |
| Bewaffnung            | 1 × 7,7-mm-Vickers-MG                                     |